# آناتولی پوزاچ
آناتولی پوزاچ (اوکراینی: Анатолій Кирилович Пузач؛ ۳ ژوئن ۱۹۴۱ – ۱۹ مارس ۲۰۰۶) یک ورزشکار اهل اتحاد جماهیر سوسیالیستی شوروی بود.
از باشگاه‌هایی که در آن بازی کرده‌است می‌توان به باشگاه فوتبال زسکا مسکو و دینامو کیف اشاره کرد.
وی همچنین در تیم ملی فوتبال شوروی بازی کرده است.